# Алонісос
Алоні́сос (Алоннісос, Алоніссос, грец. Αλόννησος) — острів у західній частині Егейського моря, наледить до островів Північні Споради. Територіально належить до муніципалітету Алонісос ному Магнісія периферії Фессалія. Тут знаходиться адміністративний центр муніципалітету — містечко Алонісос.
За античних часів острів був відомий поселенням Ікос-Евонімос. В середні віки і до XIX століття на острові знаходилось торгове селище під назвою Кіліодромія (Ліадромія, Геліодромія). В 1965 році на острові був значний землетрус, адміністративний центр, який знаходиться в центральній частині, дуже постраждав. Після цієї трагедій багато мешканців не повернулись до містечка, а переселились на берег — до Патітіріона.
Довжина острова становить 20 км, ширина всього 4,5 км. Складений з вапняків, береги вкриті галькою. Максимальна висота — 476 м. На острові зростає ялина, на північних берегах знаходиться колонія тюленів-монахів.
На острові розвинене сільське господарство — змішане фермерство та виноградарство. Основні культури — мигдаль, виноград, фіги та оливки. Розвинуте також рибальство та туризм.
В 1992 році на Алонісосі та сусідніх островах був створений морський парк для охорони, насамперед, тюленів-монахів. Він є найбільшою морською резервацією в Європі.

## Поселення
| Поселення  | Грецька назва | Населення, осіб (2001) | Поселення   | Грецька назва | Населення, осіб (2001) |
| ---------- | ------------- | ---------------------- | ----------- | ------------- | ---------------------- |
| Патітіріон | Πατητήρι      | 1 697                  | Каламакія   | Καλαμάκια     | 45                     |
| Воці       | Βότση         | 500                    | Крісі-Мілія | Χρυσή Μηλιά   | 35                     |
| Алонісос   | Αλόννησος     | 173                    | Геракас     | Γέρακας       | 24                     |
| Стені-Вала | Στενή Βάλα    | 107                    | Ісомата     | Ισιώματα      | 19                     |
| Муртерон   | Μουρτερό      | 65                     | Айос-Петрос | Άγιος Πέτρος  | 7                      |

## Галерея

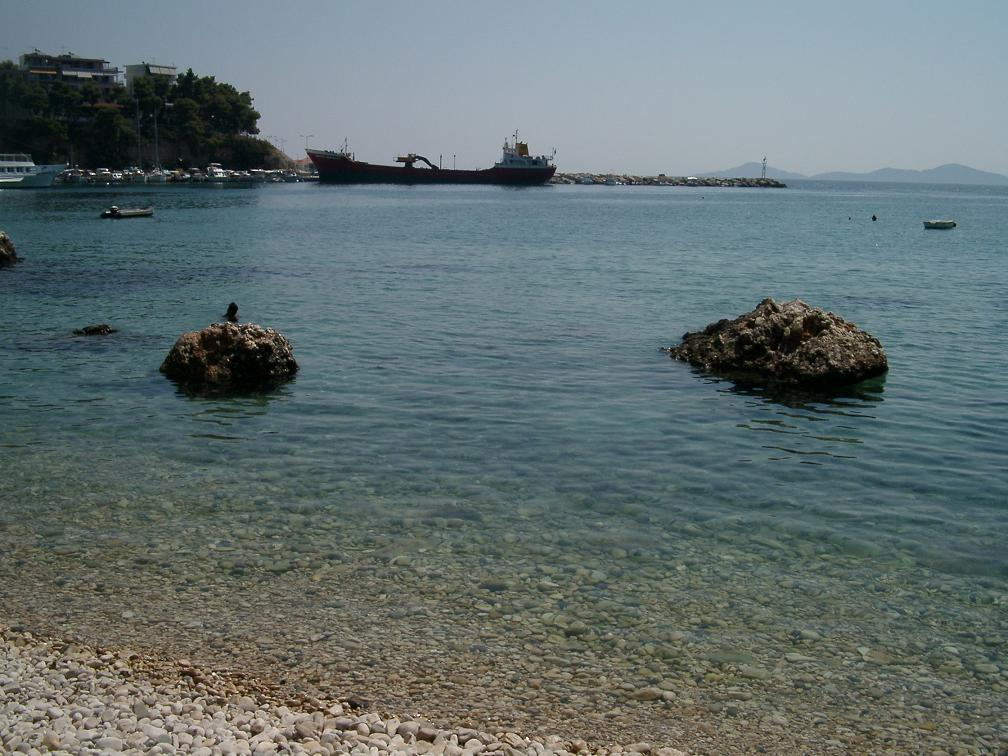
Гальковий пляж
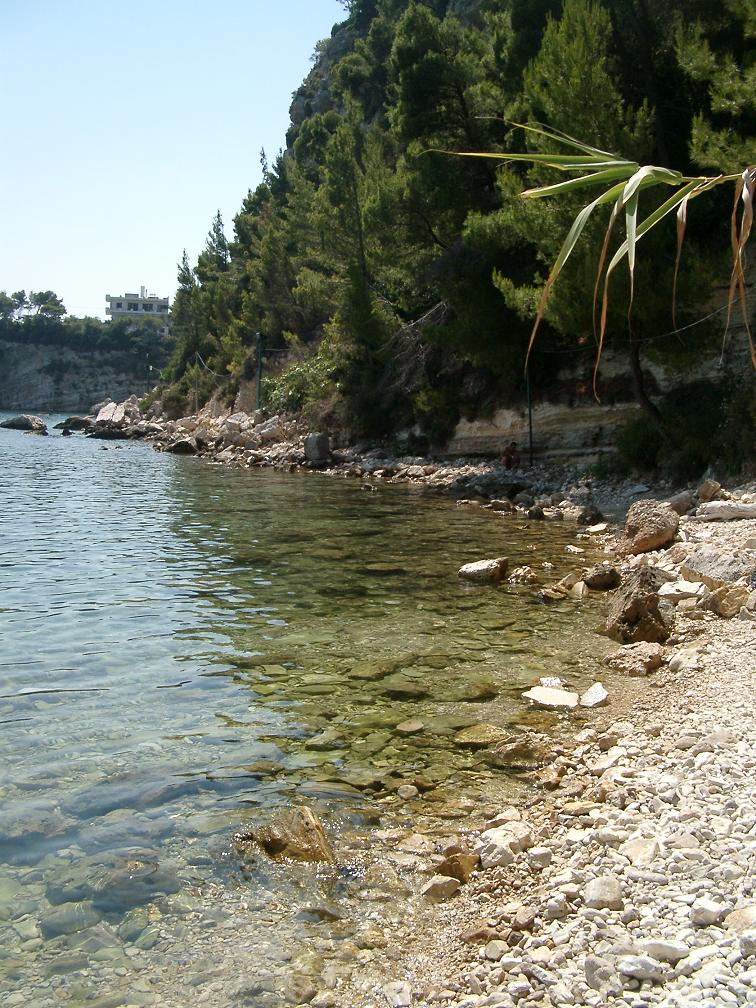
Гальковий пляж
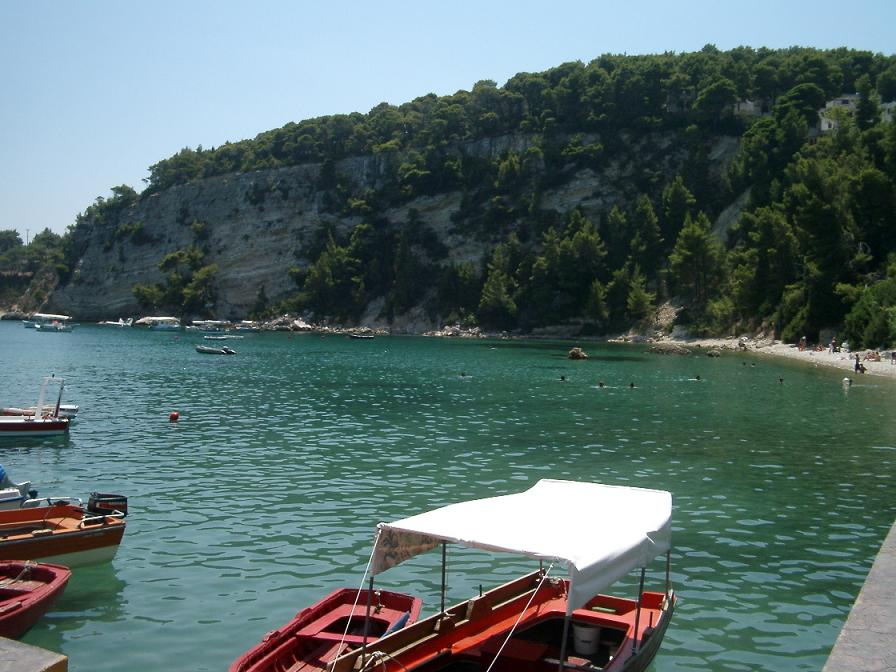
Скелясті береги
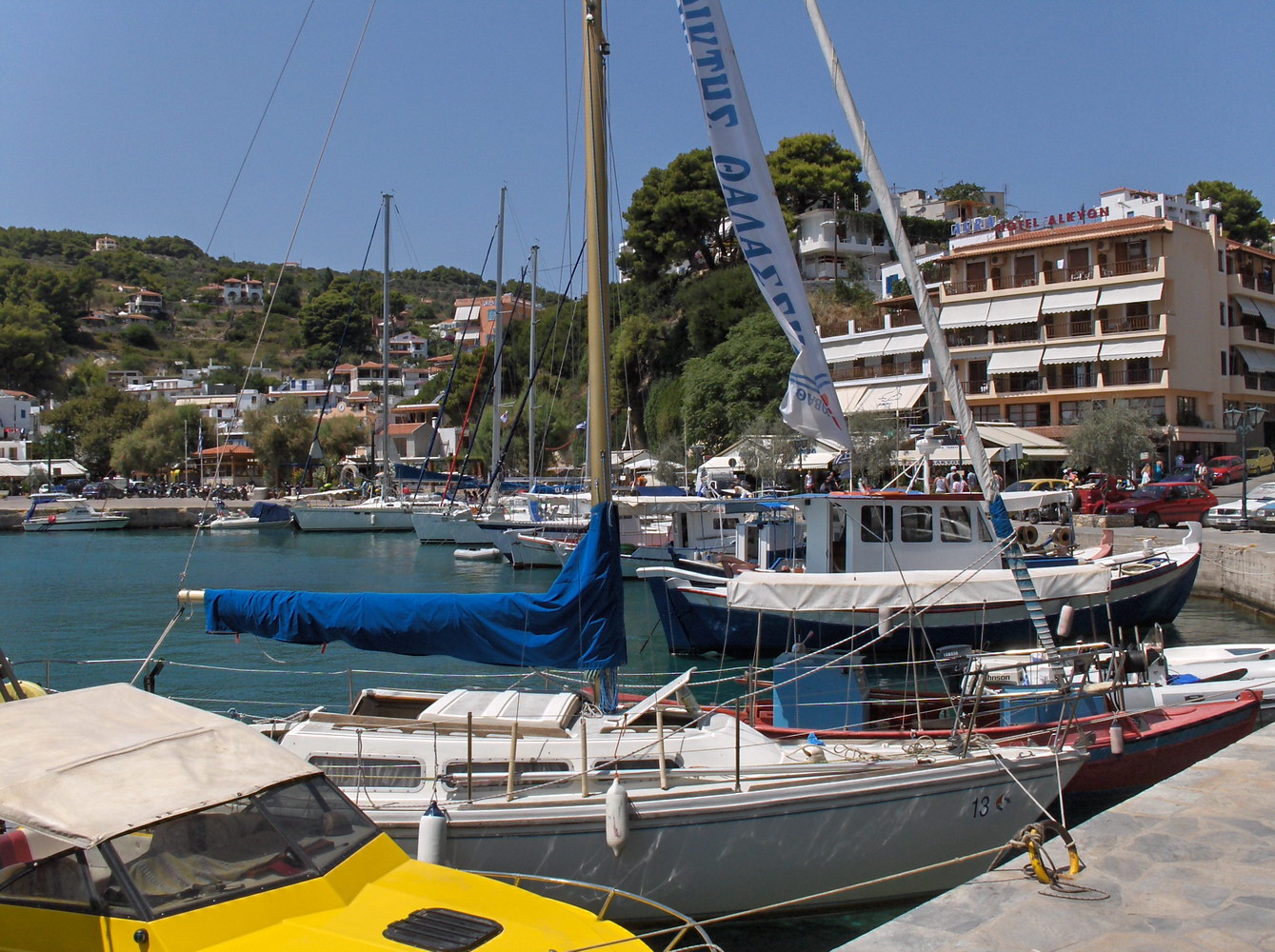
Патітіріон